# Dave Nonis
David M. "Dave" Nonis, född 25 maj 1966, är en kanadensisk befattningshavare som var senast exekutiv vicepresident och general manager för den kanadensiska ishockeyorganisationen Toronto Maple Leafs i den nordamerikanska proffsligan National Hockey League (NHL) mellan 2013 och 2015.
Nonis studerade vid University of Maine mellan 1984 och 1988 och samtidigt spelade för deras ishockeylag Maine Black Bears. Året efter att han utexaminerad som filosofie kandidat skrev han på för det danska laget AaB Ishockey, det varade dock bara ett år efter att Maine Black Bears hörde av sig och erbjöd honom om att bli deras assisterande tränare.
1998 blev Nonis anställd som chef för ishockeyverksamheten för ishockeyorganisationen Vancouver Canucks, en position som han höll fram till 2005 när han ersatte den amerikanska befattningshavaren Brian Burke som organisationens general manager. Den 15 april 2008 valde majoritetsägaren till Vancouver Canucks, Francesco Aquilini att sparka Nonis efter att Canucks missade slutspelet för andra året på raken. Burke som var general manager för Anaheim Ducks kontaktade Nonis om han ville bli rådgivare för Ducks ishockeyverksamhet, ett erbjudande som han tackade ja till och anställningen blev offentlig den 20 juni 2008. Den 12 november samma år valde Brian Burke att avgå som organisationens general manager efter att Toronto Maple Leafs kom med ett kontraktsförslag värt $18 miljoner över sex år mot att vara organisationens president och general manager. Affären blev offentlig den 29 november. För Nonis del innebar det att han fick återigen ett erbjudande från Burke om att ingå i den framtida organisationen hos Maple Leafs. Nonis blev utsedd till vice chef för Maple Leafs ishockeyverksamhet den 6 december. Under säsongen 2010–2011 var han också general manager för Maple Leafs samarbetspartner Toronto Marlies i American Hockey League (AHL). Den 9 januari 2013 valde Maple Leafs ägarbolag Maple Leaf Sports & Entertainment (MLSE) att sparka Burke och samtidigt utse Nonis till efterträdaren. Den 12 april 2015 meddelade Maple Leafs att man hade sparkat Nonis efter en katastrofal säsong, där de slutade på fjärde sist (27 av 30).